# 공형진
공형진(孔炯軫, 1969년 4월 10일 ~ )은 대한민국의 배우이다. 맛깔나는 연기력으로 감초역할을 톡톡히 하여 영화와 드라마에 명품 조연으로 다수 출연하였다.

## 생애
공자의 78대손으로 1969년 4월 10일 서울특별시에서 태어나 1990년 대학교 1년 선배인 이범수와 공연한 영화 《그래 가끔 하늘을 보자》로 영화배우 데뷔하였으며, 이듬해 1991년 SBS 서울방송 1기 공채 탤런트에 합격하였다. 영화 《선물》과 《파이란》으로 배우로서 존재감을 알렸으며, 2009년까지 《청룡영화제》에 총 다섯 차례 노미네이트되었지만 수상에는 실패했다.
한편, 공황장애와 집안에 닥친 우환 등 여러 가지 사정 탓인지 2016년 KBS 2TV 《뷰티풀 마인드》를 끝으로 연기활동을 중단한 상태다.

## 학력
- 영훈초등학교 1976년~1982년(졸업)
- 청운중학교 1982년~1985년(졸업)
- 경복고등학교 1985년~1988년(졸업)
- 중앙대학교 연극영화과 학사 89학번

## 출연작

### 드라마
- 1991년 SBS 《고래의 꿈》
- 1992년 SBS 《사랑하는 당신》
- 1993년 SBS 《열정시대》
- 1996년 KBS2 《사랑할때까지》 ... 양말용 역
- 1996년 SBS 《8월의 신부》
- 1997년 SBS 《지평선 너머》 ... 송영복 역
- 1997년 MBC 《남자 셋 여자 셋》
- 1998년 SBS 《사랑해 사랑해》
- 1998년 SBS 《순풍산부인과》
- 1998년 SBS 《바람의 노래》
- 1998년 SBS 《7인의 신부》
- 1998년 SBS 《미우나 고우나》
- 1998년 SBS 《은실이》
- 1999년 SBS 《지금은 사랑할 때》
- 1999년 SBS 《카이스트》
- 1999년 SBS 《젊은 태양》
- 1999년 SBS 《토마토》 ... 조감독 역
- 1999년 KBS1 《해뜨고 달뜨고》
- 1999년 SBS 《퀸》 ... 나기찬 역
- 2000년 SBS 《여자만세》
- 2001년 SBS 《이 부부가 사는 법》
- 2001년 MBC 《연인들》 ... 공형진 역
- 2004년 SBS 《혼자가 아니야》 ... 귀신 역
- 2006년 SBS 《연애시대》 ... 공준표 역
- 2007년 KBS2 《달자의 봄》 ... 신세도 역
- 2008년 SBS 《사랑해》 ... 도민호 역
- 2008년 SBS 《스타의 연인》 ... 홍콩 영화감독 역 (카메오)
- 2010년 KBS2 《추노》 ... 업복이 역
- 2010년 KBS2 《도망자 플랜 B》 ... 장사부 역
- 2011년 MBC 《짝패》 ... 포도부장 역
- 2012년 KBS2 《넝쿨째 굴러온 당신》 ... 호들갑 남 역 (특별출연)
- 2013년 SBS 《내 연애의 모든 것》 ... 문봉식 역
- 2013년 tvN 《빠스껫 볼》 ... 공윤배 역
- 2014년 SBS 《엔젤 아이즈》 ... 기운찬 역
- 2014년 MBC 《모두 다 김치》 ... 강세훈 역
- 2014년 tvN 《일리있는 사랑》 (특별출연)
- 2015년 tvN 《식샤를 합시다 2》 ... 홍인아 남편 역 (특별출연)
- 2015년 JTBC 《라스트》 ... 차해진 역
- 2015년 SBS 《애인 있어요》 ... 민태석 역 (본작의 메인 빌런이자 최종 보스)
- 2016년 KBS2 《뷰티풀 마인드》 ... 노승찬 역

### 영화
- 1990년 《그래 가끔 하늘을 보자》 ... 기동 역
- 1992년 《인생이 뭐 객관식 시험인가요》
- 1993년 《굿바이 서울 신파》
- 1994년 《비는 사랑을 타고》 ... 카사노바 역
- 1999년 《신장개업》 ... 김 순경 역
- 2000년 《박하사탕》 ... 송 형사 역
- 2000년 《단적비연수》 ... 성관 역
- 2000년 《나는 왜 권투 심판이 되려하는가》 ... 비찬 역
- 2001년 《선물》 ... 철수 역
- 2001년 《파이란》 ... 경수 역
- 2001년 《마리 이야기》 ... 어른 준호 목소리 역
- 2001년 《이것이 법이다》 (특별출연)
- 2002년 《서프라이즈》 ... 두형 역(특별출연)
- 2002년 《오버 더 레인보우》 ... 보험 역(특별출연)
- 2002년 《좋은 사람 있으면 소개시켜 줘》 ... 정준 역
- 2002년 《몽정기》 ... 민수 역(특별출연)
- 2003년 《블루》 ... 박순일 상사 역
- 2003년 《별》 ... 진수 역
- 2003년 《오! 브라더스》 ... 불륜남 역(특별출연)
- 2003년 《남남북녀》 ... 강일평 역
- 2003년 《위대한 유산》 ... 용식 역(특별출연)
- 2003년 《동해물과 백두산이》 ... 림동해 역
- 2004년 《태극기 휘날리며》 ... 영만 역 (첫 천만영화)
- 2004년 《누구나 비밀은 있다》 ... 웨이터 역(특별출연)
- 2004년 《라이어》 ... 노상구 역
- 2005년 《가문의 위기》 ... 봉명필 역
- 2005년 《미스터 주부퀴즈왕》 ... 나영승 역
- 2006년 《천년여우 여우비》 ... 강선생 목소리 역
- 2006년 《맨발의 기봉이》 ... 중국집 배달부 역(특별출연)
- 2006년 《가문의 부활》 ... 봉명필 역
- 2008년 《대한이, 민국씨》 ... 김민국 역
- 2009년 《잘 알지도 못하면서》 ... 부상용 역
- 2009년 《굿모닝 프레지던트》 ... 퀵 서비스 직원 역(특별출연)
- 2010년 《방자전》 ... 색 안경 역
- 2011년 《커플즈》 ... 병찬 역
- 2014년 《굿 맨》 ... 두식 역
- 2016년 《고산자, 대동여지도》 ... 신원 역
- 2017년 《로마의 휴일》 ... 진기주 역
- 2019년 《미친사랑》 ... 조두식/송중호 역
- 2022년 《히든》 ... 장판수 역

### 연극
- 《내 남자는 원시인》

### 뮤지컬
- 《클레오파트라》
- 《헤어스프레이》

### TV 프로그램
- 2004~2005년 SBS 《일요일이 좋다-X맨[19기]》
- 2009년 SBS 《퀴즈! 육감대결》
- 2009년 tvN 《현장 토크쇼 택시》
- 2009년 SBS 파워FM 《공형진의 씨네타운》
- 2010년 문화방송 《휴먼다큐 사랑 - 아빠의 집으로》 ... 내레이션
- 2011년 TV조선 《연예 in TV》
- 2012년 SBS 《배우 팝스타》
- 2012년 E채널 《절대그녀》
- 2013년 tvN 《환상속의 그대》
- 2014년 MBC every1 《우리집에 연예인이 산다》
- 2014년 tvN 《언제나 칸타레》
- 2015년 MBC 《미스터리 음악쇼 복면가왕》 - 베니스의 잡상인
- 2015년 채널A 《풍문으로 들었쇼》
- 2016년 SBS 《동상이몽, 괜찮아 괜찮아》
- 2016년 SBS 《보컬 전쟁: 신의 목소리》
- 2017년 KBS1 《천상의 컬렉션》
- 2017년 JTBC 《나도 CEO》

### 라디오 프로그램
- 2016년 EBS FM 《EBS 책 읽는 라디오 낭독 시리즈》

### CF 광고
- 2004년 국순당 백세주
- 2004년 롯데제과 생고구마칩
- 2005년 해찬들 태양초 고추장
- 2005년 LG 유플러스 뱅크온
- 2006년 KFC
- 2006년 푸르밀 장에는 5일간
- 2008년 SK텔레콤 생각대로 T
- 2012년 동서식품 맥심모카골드
- 2013년 위드볼 for Kakao

## 수상 및 후보
| 연도 | 시상식            | 부문                           | 작품                         | 비고 |
| ---- | ----------------- | ------------------------------ | ---------------------------- | ---- |
| 2002 | 제39회 대종상     | 남우조연상                     | 파이란                       | 후보 |
| 2002 | 제23회 청룡영화상 | 남우조연상                     | 좋은 사람 있으면 소개시켜 줘 | 후보 |
| 2004 | 제41회 대종상     | 신인남우상                     | 동해물과 백두산이            | 후보 |
| 2004 | 제25회 청룡영화상 | 남우조연상                     | 태극기 휘날리며              | 후보 |
| 2005 | 제26회 청룡영화상 | 남우조연상                     | 가문의 위기                  | 후보 |
| 2006 | SBS 연기대상      | 미니시리즈부문 남자 조연상     | 연애시대                     | 수상 |
| 2007 | KBS 연기대상      | 남자 조연상                    | 달자의 봄                    | 후보 |
| 2010 | KBS 연기대상      | 중편드라마부문 남자 우수연기상 | 추노                         | 후보 |
| 2014 | SBS 연예대상      | 파워FM부문 라디오DJ상          | 공형진의 씨네타운            | 수상 |

## 가족 관계
- 할아버지 : 공성학(孔聖學, 1894-1917), 공자의 76대손, 본관은 곡부 공씨, 고려파 어촌호 장지(高麗派漁村戶長支). 자녀: 공갑준[5]
- 할머니 : 권업비(權業菲, 1901-1944), 본관은 안동 권씨
  - 아버지: 공갑준(孔甲俊, 1935-2024), 공성학의 아들
  - 어머니: 홍완옥(洪完玉, 1935-), 본관은 남양 홍씨
    - 배우자: 강경희(姜京希), 본관은 진주 강씨
      - 아들: 공준표(孔準杓, 1997-)

    - 누나: 공은영(孔銀暎, 1964-), 배우자 양백(梁栢)은 남원 양씨
    - 남동생: 공형철(孔炯喆, 1972-)

## 참조
1. ↑  김수진 (2010년 2월 4일). “성동일 vs 공형진..40대 짐승남 '추가요!'”. 스타뉴스. 2010년 2월 4일에 확인함.
2. ↑  이해완 (2009년 6월 30일). “스타 Before & After (63) 공형진”. 스포츠조선. 2010년 2월 4일에 확인함.
3. ↑  손성민 (2009년 12월 29일). “손성민의 스타 시크릿 '수상 소감'”. 한국일보. 2010년 2월 4일에 확인함.[깨진 링크(과거 내용 찾기)]
4. ↑  윤효정 (2020년 3월 23일). “공형진 "공황장애 때문에 2년반 공백, 죽을 것 같더라"”. 뉴스1. 2020년 10월 29일에 확인함.
5. ↑  孔德墉、孔子世家譜續修工作協會, 편집. (2009). 《孔子世家譜》. 文化艺术出版社. 41057, 41077, 41108쪽. ISBN 9787503937897.

## 같이 보기
- 대신증권